# Mediană (statistică)

Modul de determinare al medianei

Mediana reprezintă acea valoare a unei serii ordonate crescător sau descrescător care
împarte seria în două părți egale, așa încât 50% din termenii seriei au valori mai mici decât
mediana, iar 50% mai mari decât mediana. 
Mediana face parte din categoria cuantilelor alături de quartile, decile etc. Cuvântul mediană provine din cuvântul latin „medius” care înseamnă „mijloc”. 

## Folosință
Un avantaj al medianei față de medie este acela că poate fi utilizată în caracterizarea
tendinței centrale pentru o serie de date măsurate pe o scară ordinală. Mediana ia în considerație doar poziția termenilor în serie, nu și mărimea acestor valori, deci mediana nu este supusă
influenței valorilor foarte mari sau foarte mici care sunt lăsate în afara seriei.

## Exemplu
Pentru 10 șobolani care încearcă să iasă dintr-un labirint se cunosc următorii timpi de parcurgere:
9 șobolani au parcurs labirintul în mai puțin de 15 minute, în timp ce un șobolan a reușit să
parcurgă labirintul după 24 de ore. Pentru a calcula timpul mediu în care un șobolan parcurge
labirintul valoarea reprezentativă este mediana și nu media (care ar fi afectată de acea durată
mare de peste 24 ore).